# Saint-James Windward
Saint-James Windward est l'une des quatorze paroisses de Saint-Christophe-et-Niévès. Elle est située sur Niévès.

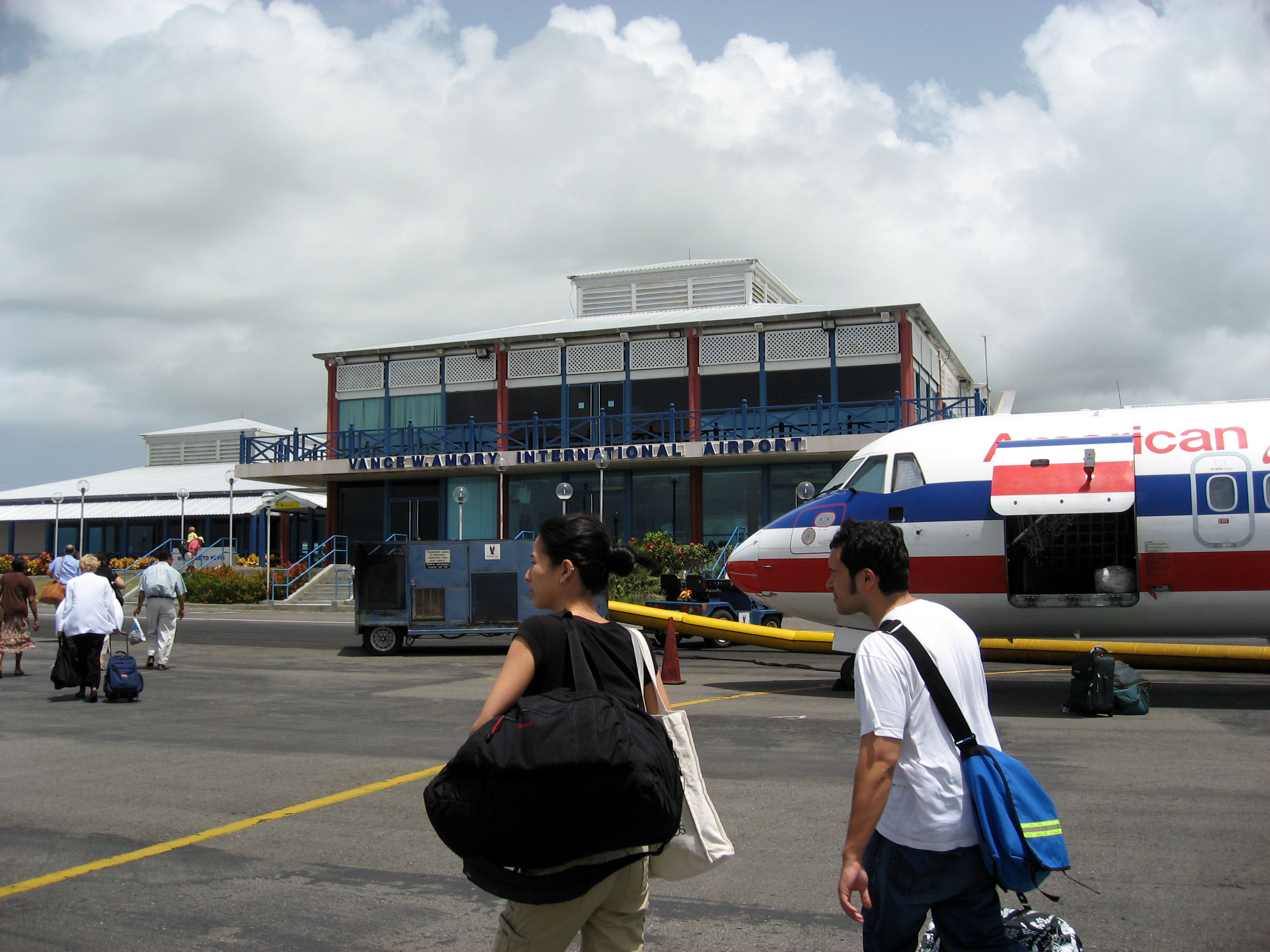
L'aéroport international Vance W. Amory de Newcastle